# Arxiu de les Corts Valencianes
L'Arxiu de les Corts Valencianes és un arxiu fundat en 1983, format pel conjunt de documents produïts o rebuts per les Corts Valencianes, pels seus òrgans i per les persones que hi treballen en el desenvolupament de la seua funció pública, així com la documentació generada per a la seua organització interna.

## Fons
El fons documental de les Corts està inventariat en el següent quadre de classificació:
- Funcions d'explotació: documentació parlamentària
  - 01‐Funció legislativa/normativa
  - 02‐Iniciativa legislativa davant les institucions centrals de l'Estat
  - 03‐Funció pressupostària i financera
  - 04‐Funció de control i informació
  - 05‐Funció d'impuls
  - 06‐Convenis de col·laboració
  - 07‐Funció electiva
  - 08‐Relacions amb la Sindicatura de Comptes
  - 09‐Relacions amb el Síndic de Greuges
  - 10‐Diputats
  - 11‐Grups parlamentaris
  - 12‐Presidència
  - 13‐Ple
  - 14‐Diputació Permanent
  - 15‐Mesa
  - 16‐Mesa de la Diputació Permanent
  - 17‐Junta de Síndics
  - 18‐Comissions
  - 19‐Recursos davant del Tribunal Constitucional
  - 20‐Funcionament de les Corts
- Funcions de gestió: documentació administrativa
  - 30‐Administració general i organització
  - 31‐Gestió de la informació i de les comunicacions
  - 32‐Gestió dels recursos humans
  - 33‐Gestió dels recursos econòmics
  - 34‐Gestió dels béns mobles
  - 35‐Gestió dels béns immobles
  - 36‐Representació, relacions públiques i protocol
  - 37‐Legislació i assumptes jurídics

A més, l'Arxiu custodia la documentació relativa a la Junta Electoral de la Comunitat Valenciana. Addicionalment, ha adquirit diverses col·leccions d'interès per als investigadors, i ha conformat una biblioteca auxiliar sobre temes arxivístics i de tractament de documentació parlamentària.

## Servicis
L'arxiu oferix servicis d'orientació en les recerques dels sol·licitants, suport a l'elaboració de productes documentals (resums, taules, índexs, llistes, gràfics...), dossiers de tramitacions i dossiers temàtics i toponímics.